# Título I de la Constitución española de 1978
El título I de la Constitución española de 1978 enumera los derechos y deberes que corresponden ejercer a los españoles. Está compuesto por los artículos 10 al 55 y se divide en cinco capítulos, de los cuales el segundo se subdivide a su vez en dos secciones. Predominan los derechos individuales y los colectivos frente a los demás y el Estado. En casi todos los casos o es necesario su desarrollo posterior o son principios programáticos. 
En primer lugar (art. 10) se pone el marco general de los derechos y libertades que se han de interpretar según la Declaración Universal de los Derechos Humanos. Se garantiza el «libre desarrollo de la personalidad, el respeto a la ley y a los derechos de los demás» que son «el fundamento del orden político y la paz social». De esta manera se establecen los límites de tales derechos, el ejercicio pacífico, la sujeción a la ley y a los derechos de los demás.

## Capítulo I: De los españoles y los extranjeros
El capítulo I (artículos 11 a 13) establece la titularidad de los derechos constitucionales. El artículo 11 establece que la nacionalidad española se adquiere, se conserva y se pierde de acuerdo con lo establecido por la ley. Además prohíbe que ningún español de origen sea privado de su nacionalidad. También permite que el Estado concerte tratados de doble nacionalidad con los países iberoamericanos o con aquellos que hayan tenido o tengan una particular vinculación con España. El artículo 12 fija la mayoría de edad en los dieciocho años.
El artículo 13 establece que los extranjeros gozarán en España de las libertades públicas que garantiza el título I en los términos que establezcan los tratados y la ley. La jurisprudencia constitucional ha interpretado este artículo reconociendo tres supuestos: En primer lugar, los derechos ligados a la dignidad humana, que corresponden también al extranjero, pudiendo ser modulados de manera limitada por el legislador. En segundo lugar, los derechos no ligados a la dignidad humana, que constitucionalmente no corresponden a los extranjeros, a menos que el legislador los establezca legalmente. En tercer lugar, los derechos del artículo 23, de los que la Constitución excluye a los extranjeros, salvo lo que, atendiendo a criterios de reciprocidad, pueda establecerse por tratado o ley para el derecho de sufragio activo y pasivo en las elecciones municipales.

## Capítulo II: Derechos y libertades
En el capítulo II (artículos 14 a 38) se determinan cuáles son los derechos y libertades que tiene todo español y persona que viva en España, tanto individual como colectivo. 
El artículo 14 establece el principio de igualdad ante la ley, sin que pueda prevalecer discriminación alguna por razón de nacimiento, raza, sexo, religión, opinión o cualquier otra condición o circunstancia personal o social.

### Sección 1.ª: De los derechos fundamentales y de las libertades públicas
En la sección 1.ª del capítulo II (artículos 15 a 29) se determinan derechos ejercidos individualmente, derechos ejercidos en común y garantías procesales.
El artículo 15 establece el derecho a la vida y a la integridad física y moral. Queda abolida la pena de muerte, salvo lo que puedan disponer las leyes penales militares para tiempos de guerra.
El artículo 16 protege la libertad ideológica, religiosa y de culto, sin que nadie pueda ser obligado a declarar sobre su ideología, religión o creencias. Ninguna confesión tendrá carácter estatal, aunque los poderes públicos tendrán en cuenta las creencias religiosas de la sociedad española.
El artículo 17 establece el derecho a la libertad y la seguridad. Limita la detención preventiva estableciendo un plazo máximo de 72 horas para la puesta en libertad o a disposición judicial. También obliga a la ley a regular el habeas corpus.
El artículo 18 reconoce derecho al honor, a la propia imagen, y a la intimidad personal y familiar. Inviolabilidad del domicilio, salvo consentimiento del titular, resolución judicial o flagrante delito. Inviolabilidad de las comunicaciones.
El artículo 19 establece la libertad de circulación y residencia por el territorio nacional.
El artículo 20 protege la libertad de expresión e información. Libertad de cátedra. Prohibición de la censura previa. Resolución judicial necesaria para el secuestro de publicaciones.
El artículo 21 regula el derecho de reunión pacífica y sin armas sin necesidad de autorización previa. Obligación de comunicación previa a la autoridad para reuniones y manifestaciones en lugares públicos, que sólo podrán ser prohibidas por razones fundadas de orden público.
El artículo 22 establece derecho de asociación. Ilegalidad de asociaciones que persigan fines o utilicen medios tipificados como delito. Prohibición de las asociaciones secretas o de carácter paramilitar.
El artículo 23 reconoce derecho de participación en los asuntos públicos. Sufragio universal activo y pasivo. Igualdad en el acceso a la función pública.
El artículo 24 establece el derecho a la tutela judicial efectiva, prohibición de la indefensión, derecho al juez predeterminado por la ley, a la presunción de inocencia, derecho a la asistencia letrada, derecho a la prueba, derecho a no declarar contra sí mismos ni a declararse culpable, derecho al proceso público sin dilaciones indebidas y con todas las garantías.
El artículo 25 regula el principio de legalidad e irretroactividad penal. Judicialidad de la pena. Prohibición de los trabajos forzados. Reinserción y reeducación como objetivos de la pena.
El artículo 26 prohíbe los tribunales de honor.
El artículo 27 reconoce el derecho a la educación. Obligatoriedad y gratuidad de la enseñanza básica. Derecho de los padres a que sus hijos reciban formación religiosa. Libertad de creación de centros de enseñanza.
El artículo 28 establece derecho de sindicación, pudiendo exceptuarse en las Fuerzas Armadas y limitarse en otros funcionarios públicos. Derecho de huelga con el límite de respetar los servicios esenciales para la comunidad.
El artículo 29 reconoce el derecho de petición por escrito con los efectos predeterminados en la ley. Limitación para los miembros de las Fuerzas Armadas, que no podrán ejercer el derecho de petición de forma colectivo, sino solo a título individual y con arreglo a su legislación específica.

### Sección 2.ª: De los derechos y deberes de los ciudadanos
En la sección 2.ª del capítulo II (artículos 30 a 38) se establecen los derechos y deberes en los que de alguna manera interviene el Estado, por lo que en algunos casos no dejan de ser una declaración de intenciones, y se pueden reclamar opcionalmente.
El artículo 30 establece que los españoles tienen el derecho y el deber de defender a España. La ley fijará las obligaciones militares de los españoles y regulará la objeción de conciencia, pudiendo imponer, en su caso, una prestación social sustitutoria.
El artículo 31 establece el deber de los ciudadanos de contribuir al sostenimiento de los gastos públicos de acuerdo con su capacidad económica mediante un sistema tributario justo inspirado en los principios de igualdad y progresividad.
El artículo 32 reconoce al hombre y a la mujer el derecho a contraer matrimonio con plena igualdad jurídica. También establece que la ley regulará las formas de matrimonio, la edad y capacidad para contraerlo y las causas de separación y disolución. En 2005 se modificó el Código Civil para reconocer el matrimonio entre personas del mismo sexo. En 2012 el Tribunal Constitucional sentenció que la reforma era constitucional.
El artículo 33 reconoce el derecho a la propiedad privada y a la herencia. Sin embargo, permite la expropiación forzosa por causa justificada de utilidad pública o interés social, con la correspondiente indemnización. 
El artículo 34 establece el derecho de fundación.
El artículo 35 establece el deber y el derecho de trabajar. Reconoce el derecho a la libre elección de profesión y a obtener una remuneración suficiente.
El artículo 36 establece que la ley regulará el régimen jurídico de los colegios profesionales y el ejercicio de las profesiones tituladas.
El artículo 37 establece derecho a la negociación colectiva y al conflicto colectivo.
El Artículo 38 reconoce la libertad de empresa en el marco de la economía de mercado.

## Capítulo III: De los principios rectores de la política social y económica
En el capítulo III (artículos 39 a 52) se establecen los principios de la política social y económica. Se trata de un programa para desarrollar en el futuro y crear una sociedad del bienestar. Son aspiraciones más o menos difíciles de cumplir y sólo exigibles según se desarrollen las leyes. Se trata de derechos potenciales, afectados por los presupuestos del Estado. Todos ellos son garantizados por el Estado. 
Se determina: la protección de la familia y la infancia (art. 39), la ordenación del territorio para la distribución de la renta, la consecución del pleno empleo, la formación profesional, la limitación de la jornada laboral y el derecho al descanso (art. 40), la Seguridad Social (art. 41) y la protección de la salud (art. 43), la asistencia en el extranjero (art. 42), el fomento del deporte y el ocio (art. 43), el acceso a la cultura y la promoción de la ciencia y la investigación (art. 44), el disfrute del medio ambiente y una adecuada calidad de vida (art. 45), la conservación del patrimonio (art. 46), el derecho a vivienda (art. 47), la promoción de la participación de la juventud en la vida social (art. 48), la atención a los disminuidos (art. 49), el derecho a recibir una pensión adecuada en la tercera edad (art. 50), la defensa de los consumidores (art. 51) y el derecho a crear «organizaciones profesionales para la defensa de los intereses económicos que les sean propios» (art. 52).

## Capítulo IV: De las garantías de las libertades y derechos fundamentales
En el capítulo IV (artículos 53 a 54) se incluyen las garantías de las libertades y derechos fundamentales. Todo este entramado se garantiza a través del Estado, que vela por el cumplimiento de las leyes y garantiza el disfrute de los derechos y libertades (art. 53), y si alguien considera que sus derechos son vulnerados puede «recabar la tutela de las libertades y derechos ante los tribunales ordinarios por un procedimiento basado en los principios de preferencia y sumariedad y, en su caso, a través del recurso de amparo». 
Por otro lado se crea la institución de Defensor del Pueblo «para la defensa de los derechos, a cuyo efecto podrá supervisar la actividad de la Administración» (art. 54).

## Capítulo V: De la suspensión de los derechos y libertades
En el capítulo V (artículo 55) se trata la suspensión de los derechos y libertades.
El artículo 55.1 establece que cuando se declare el estado de excepción o de sitio —establecidos en el artículo 116— se podrán suspender los derechos reconocidos en los siguientes artículos: artículo 17; artículo 18, apartados 2 y 3; artículo 19; artículo 20, apartados 1, a) y d), y 5; artículo 21; artículo 28, apartado 2; y artículo 37, apartado 2. Se exceptúa de lo anterior el apartado 3 del artículo 17 para el supuesto de declaración de estado de excepción.
El artículo 55.2 establece que una ley orgánica podrá determinar los casos en los que podrán suspenderse ciertos  derechos para personas determinadas, en relación con investigaciones de terroristas o bandas armadas. Estos derechos son los reconocidos en los siguientes artículos: artículo 17, apartado 2; y artículo 18, apartados 2 y 3.